# Verea (parroquia)
Verea (llamada oficialmente Santiago de Verea) es una parroquia del municipio español de Verea, en la provincia de Orense, Galicia.

## Historia
Hacia mediados del siglo XIX, la parroquia, ya por entonces perteneciente al municipio homónimo, tenía contabilizada una población de 438 habitantes. Aparece descrita en el decimoquinto volumen del Diccionario geográfico-estadístico-histórico de España y sus posesiones de Ultramar de Pascual Madoz con las siguientes palabras:

VEREA (Santiago): felig. cap. del ayunt. del mismo nombre, en la prov. y dióc. de Orense (4 leg.), part. jud. de Bande (2); sit. al N. de la cap. del part. y de los montes de igual denominacion; clima frio; vientos mas frecuentes N. NE. y NO. Tiene unas 90 casas distribuidas en diferentes barrios. La igl. parr. (Santiago), está servida por un cura de primer ascenso y presentacion ordinaria; hay tambien una ermita del vecindario. Confina N. Gontan; E. Orille; S. Portela, y O. San Adrian de Cejo. El terreno en lo general es montuoso, quebrado y de mediana calidad: le bañan algunos arroyos, que reunidos sucesivamente forman el r. Sorga. Cruza por esta felig. un camino que conduce desde Celanova á Bande y á otros puntos. El correo se recibe de Lobera. prod.: maiz, centeno, patatas, lino, leñas y pastos; hay ganado vacuno, lanar y cabrio; caza de conejos, liebres y perdices y alguna pesca de anguilas y truchas. ind.: la agrícola, molinos harineros y lenceria. pobl.: 90 vec., 438 alm. contr.: con las demas felig. que componen el ayunt. (V.).
(Madoz, 1849, p. 674)

## Organización territorial
La parroquia está formada por cinco entidades de población:
- Carballo
- Laioso
- Nogueiroá
- Paredes
- Vilar

## Demografía
| Gráfica de evolución demográfica de Verea entre 2000 y 2023 |
|                                                             |
| Datos según el nomenclátor publicado por el INE.            |